# Ornbau

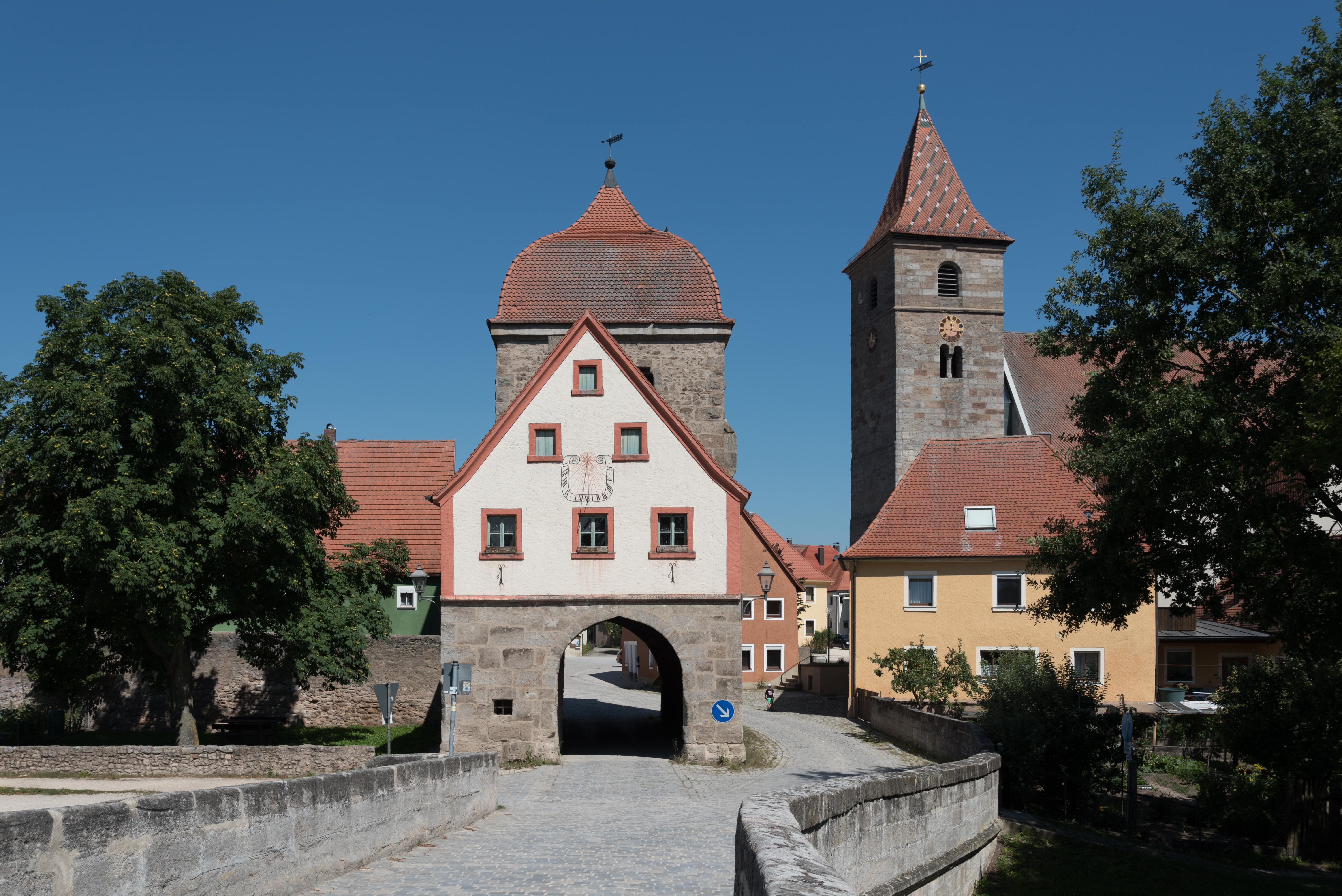
Stadt Ornbau von der Altmühlbrücke

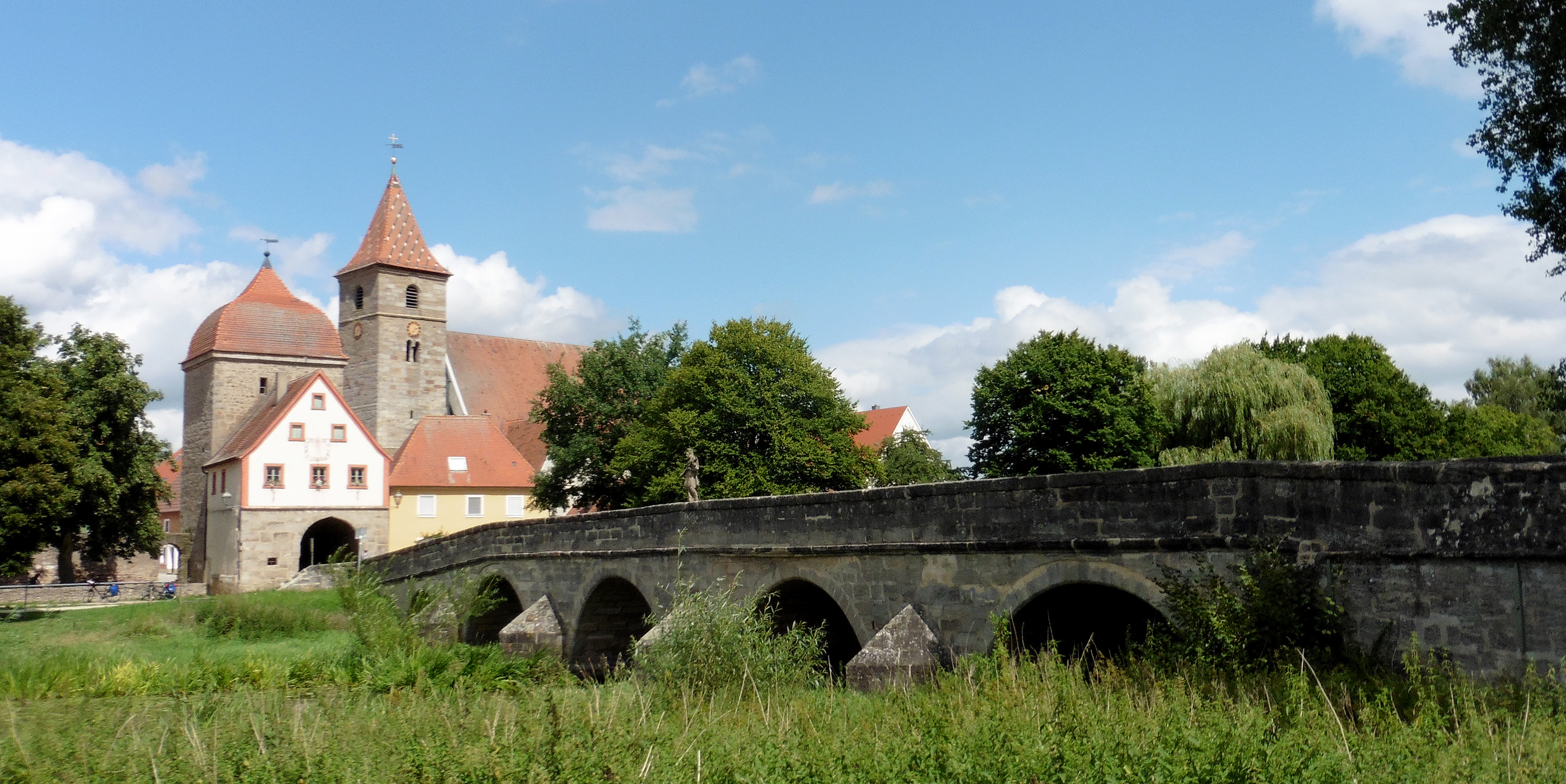
Ornbau mit Altmühlbrücke

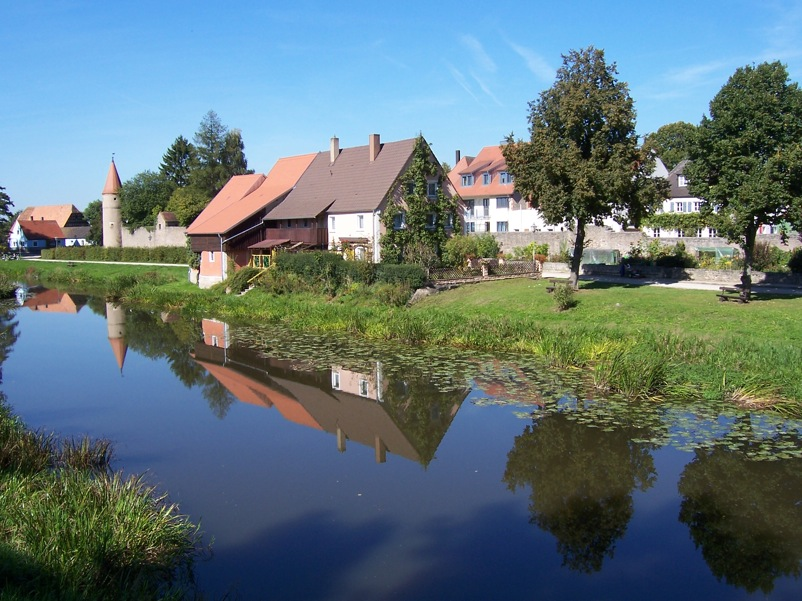
Stadtmauerpartie an der Altmühl

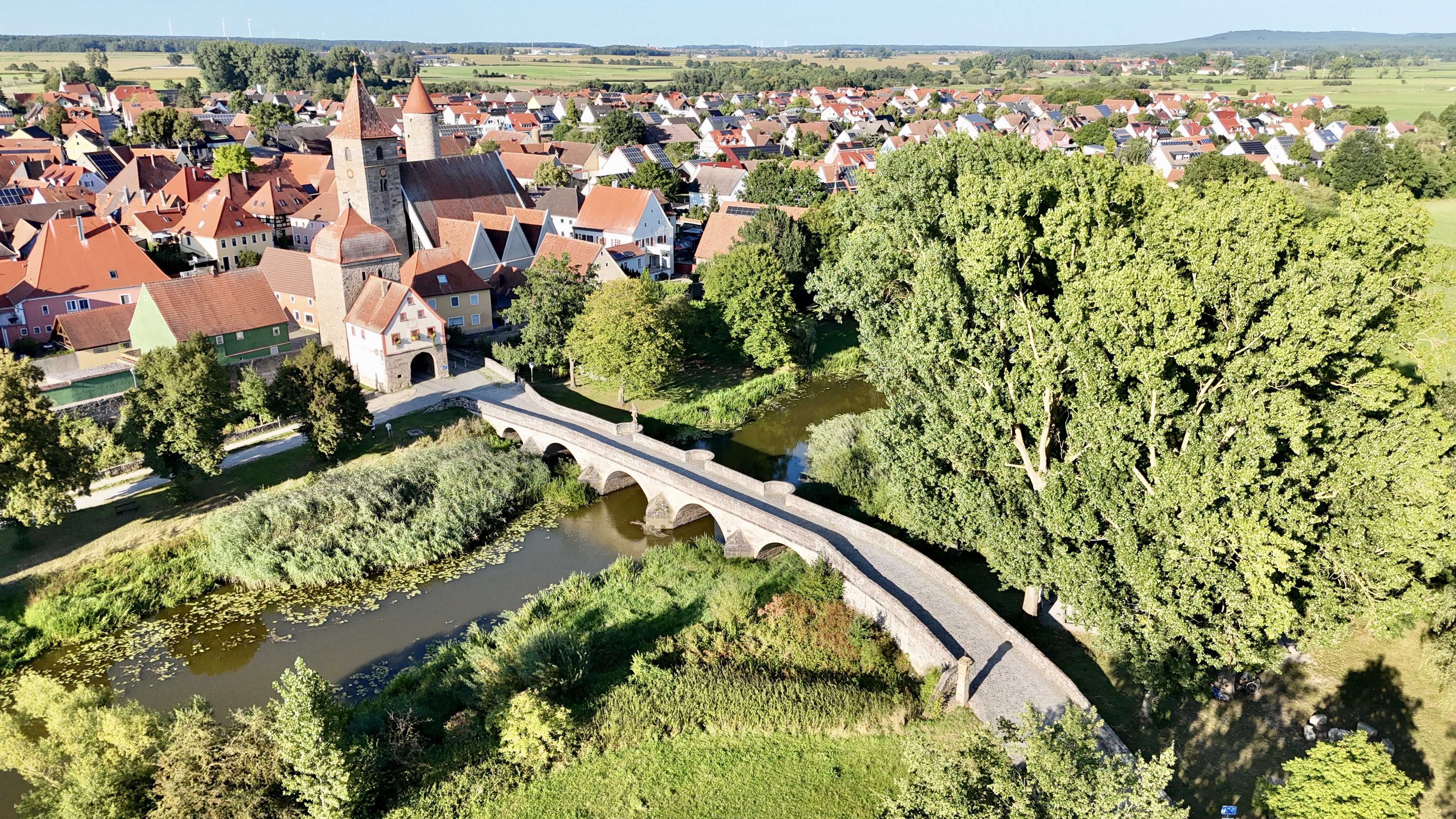
Altmühlbrücke Luftaufnahme

Ornbau (ⓘ) ist eine Stadt im mittelfränkischen Landkreis Ansbach und zählt zur Metropolregion Nürnberg. Sie ist Mitglied der Verwaltungsgemeinschaft Triesdorf.

## Geographie

### Geographische Lage
Ornbau liegt an der Altmühl, am Rande des Fränkischen Seenlandes, 60 km südwestlich von Nürnberg.

### Nachbargemeinden
Folgende Gemeinden grenzen an Ornbau (von Norden im Uhrzeigersinn):
|  | - Weidenbach - Merkendorf - Muhr am See | - Gunzenhausen - Arberg - Bechhofen |

### Gemeindegliederung
Es gibt sechs Gemeindeteile (in Klammern ist der Siedlungstyp angegeben):
- Gern (Dorf)
- Haag (Weiler)
- Obermühl (Dorf)
- Oberndorf (Dorf)
- Ornbau (Hauptort)
- Taugenroth (Weiler)

Die Einöde Stadtmühle zählt zum Gemeindeteil Ornbau.
Es gibt auf dem Gemeindegebiet die Gemarkungen Gern und Ornbau. Die Gemarkung Ornbau hat eine Fläche von 8,975 km². Sie ist in 1480 Flurstücke aufgeteilt, die eine durchschnittliche Fläche von 6064,49 m² haben.

## Geschichte

### Mittelalter
Ornbau wurde erstmals 838 in einer Urkunde erwähnt. Der Name wechselte im Laufe der Jahrhunderte von „Arenburen“ (1057/75) über „Arenbur“ (1229/48), „Arenbure“ (1293) bis hin zur heutigen, seit 1800 gebräuchlichen Bezeichnung. Das Grundwort des Ortsnamens ist das althochdeutsche Wort „būr“ (= Wohnung) und das Bestimmungswort ist der Personenname „Aro“. Der Ortsname bedeutet also zur Wohnung, die von Aro gegründet wurde. Jacobi leitet den Namen von „ara“ = Wasser, also Bau am Wasser ab. Heinrich Haas erkennt in Ornbau das „Altimoin“ welches der heilige Gumbertus dem Bistum Würzburg schenkte, oder gar das feste Alcimoennis, welches Claudius Ptolemäus nannte.
Bereits um 1300 (seit 1229 Marktrecht) war Ornbau eine eigene Vogtei. Der Ort bestand aus einer umwallten und einer ungeschützten Siedlung (die heutige Vorstadt). Ornbau bildete mit seiner Umgebung ein eigenes Officiatus, auch Minister genannt. Einnahmen aus Zoll und Gericht flossen dem Bischof von Eichstätt zu. Wegen der Übergriffe der Grafen von Oettingen wurde das Gebiet um Ornbau 1313 dem Fürstbischof zugesprochen. Damals erlaubte der Kaiser, Ornbau zu befestigen, also mit einer Mauer zu umgeben. Damit erhielt die Siedlung den Charakter einer civitas, einer Stadt mit Stadtrecht.

### Frühe Neuzeit
Ab 1500 lag die Stadt im Fränkischen Reichskreis.
Während der Hexenverfolgung im Hochstift Eichstätt wurden mindestens drei Frauen aus Ornbau wegen angeblicher Hexerei hingerichtet. Das waren 1616 Anna Demertin, alias die Nasenschneiderin und Apollonia Veitin sowie 1617 Christina Magin. Fünf weitere Frauen wurden zwischen 1616 und 1619 aus demselben Grund verhaftet. Eine von ihnen wurde wieder freigelassen, das Schicksal der anderen ist unklar.
Im Dreißigjährigen Krieg fand im Verlauf des schwedischen Heerzuges von Donauwörth nach Regensburg unter dem Feldherren Bernhard von Sachsen-Weimar bei Ornbau ein Gefecht mit den Reitertruppen des bayerischen Generals Johann von Werth statt, in dem die bayerischen Truppen eine empfindliche Niederlage erlitten (Kampf um Regensburg).

### 19. und 20. Jahrhundert
Mit dem Gemeindeedikt (frühes 19. Jahrhundert) wurde der Steuerdistrikt Ornbau gebildet. Zu diesem gehörten Gern, Haag, Obermühl, Oberndorf und Taugenroth. Wenig später entstand die Ruralgemeinde Ornbau gebildet, die nur aus dem Hauptort bestand. Sie war in Verwaltung und Gerichtsbarkeit dem Landgericht Herrieden und in der Finanzverwaltung dem Rentamt Herrieden zugeordnet (1919 in Finanzamt Herrieden umbenannt). Ab 1862 gehörte Ornbau zum Bezirksamt Feuchtwangen (1939 in Landkreis Feuchtwangen umbenannt) und seit 1929 zum Finanzamt Ansbach. In der Gerichtsbarkeit blieb das Landgericht Herrieden zuständig (1879 in Amtsgericht Herrieden umbenannt), seit 1931 ist es das Amtsgericht Ansbach. Die Gemeinde hatte 1964 eine Gebietsfläche von 8,953 km².

### Eingemeindungen
Im Zuge der Gebietsreform in Bayern wurde am 1. Januar 1972 die Gemeinde Gern eingegliedert.

### Einwohnerentwicklung
Im Zeitraum 1988 bis 2018 stieg die Einwohnerzahl von 1480 auf 1626 bzw. um 9,9 %.
Gemeinde Ornbau
| Jahr      | 1987   | 2005 | 2010   | 2011   | 2012   | 2013   | 2014   | 2015   | 2016   | 2017   | 2022   |
| Einwohner | 1457   | 1686 | 1608   | 1585   | 1584   | 1591   | 1609   | 1638   | 1646   | 1669   | 1719   |
| Häuser    | 362    |      |        | 535    | 536    | 537    | 538    | 541    | 541    | 545    | 566    |
| Quelle    | [ 15 ] |      | [ 16 ] | [ 16 ] | [ 16 ] | [ 16 ] | [ 16 ] | [ 16 ] | [ 16 ] | [ 16 ] | [ 17 ] |

Ort Ornbau (= Gemeinde Ornbau bis zur Gebietsreform)
| Jahr      | 1818   | 1840   | 1852   | 1855   | 1861   | 1867   | 1871   | 1875   | 1880   | 1885   | 1890   | 1895   | 1900   | 1905   | 1910   | 1919   | 1925   | 1933   | 1939   | 1946   | 1950   | 1952   | 1961   | 1970   | 1987   | 2011   |
| Einwohner | 737    | 771    | 745    | 773    | 798    | 828    | 803    | 781    | 809    | 790    | 781    | 800    | 771    | 785    | 761    | 797    | 783    | 849    | 833    | 1047   | 1082   | 1042   | 982    | 1042   | 1113   | 1403   |
| Häuser    | 200    | 156    |        |        |        |        | 157    |        |        | 159    | 157    |        | 156    |        |        |        | 158    |        |        |        | 181    |        | 202    |        | 289    |        |
| Quelle    | [ 18 ] | [ 19 ] | [ 20 ] | [ 20 ] | [ 21 ] | [ 22 ] | [ 23 ] | [ 24 ] | [ 25 ] | [ 26 ] | [ 27 ] | [ 20 ] | [ 28 ] | [ 20 ] | [ 29 ] | [ 20 ] | [ 30 ] | [ 20 ] | [ 20 ] | [ 20 ] | [ 31 ] | [ 20 ] | [ 12 ] | [ 32 ] | [ 15 ] | [ 33 ] |

## Politik

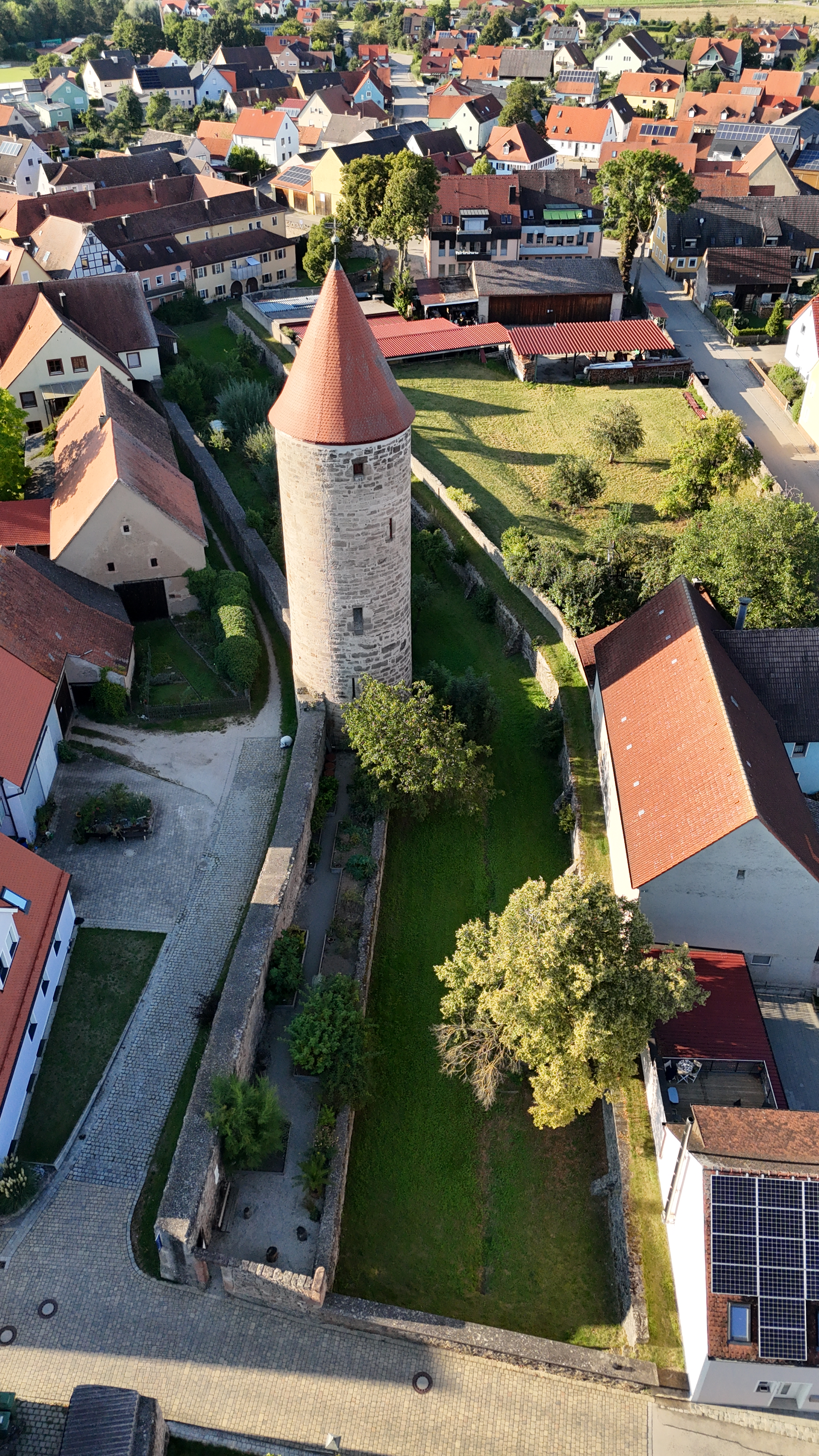
Diebsturm (Bibelgarten)

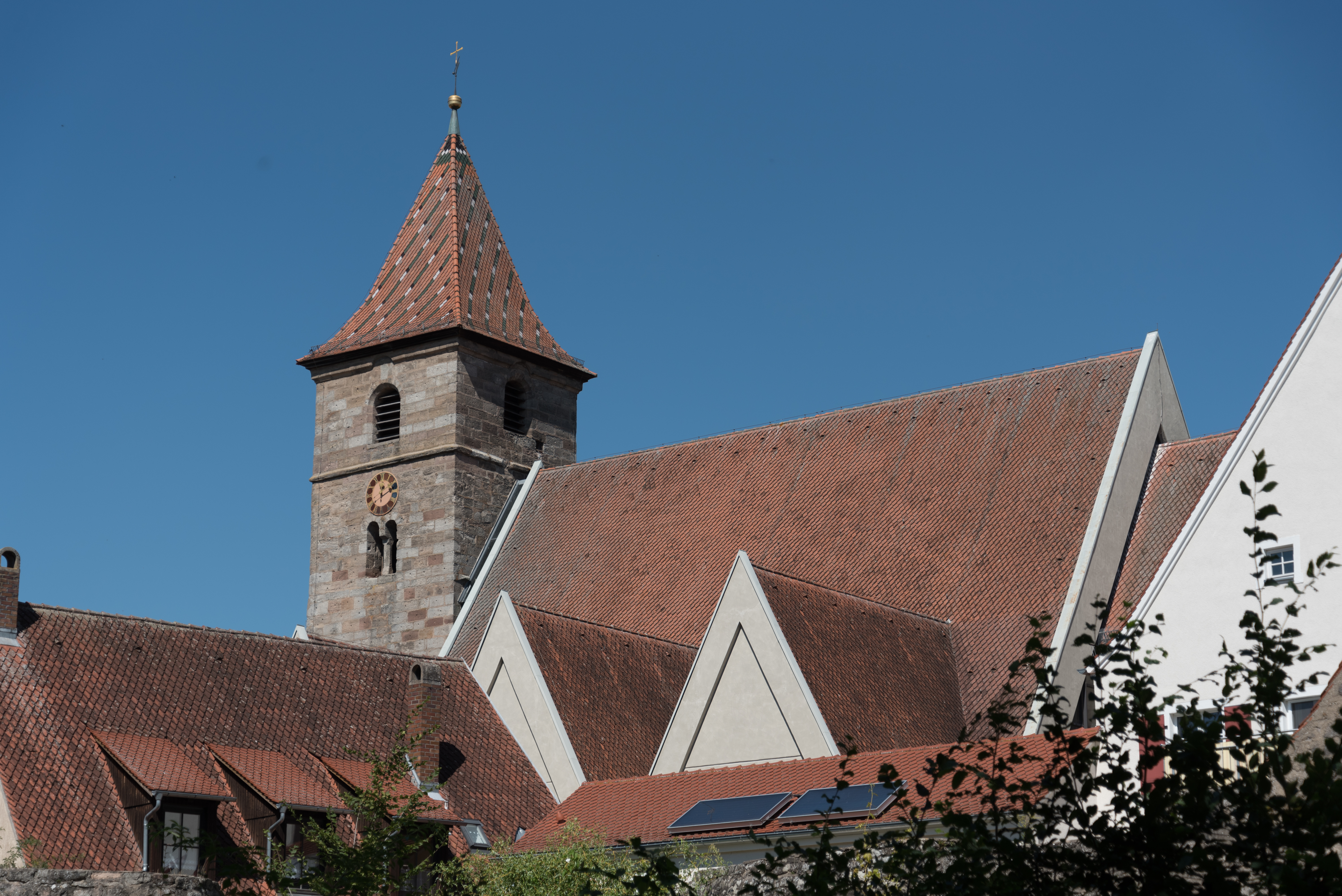
Kirche St. Jakobus

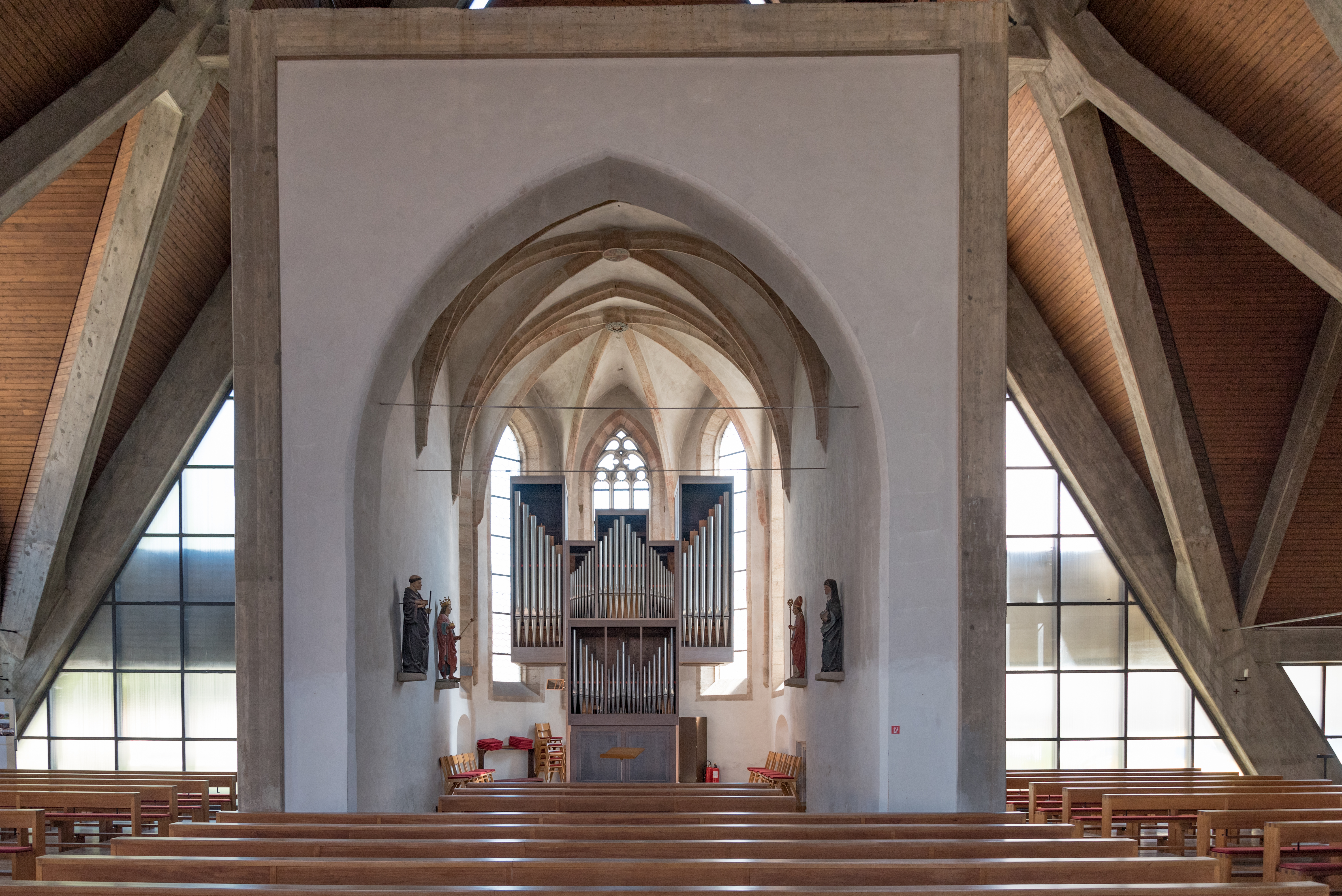
Kirche St. Jakobus mit moderner Innengestaltung

### Stadtrat
Der Stadtrat von Ornbau besteht aus zwölf gewählten Mitgliedern sowie dem Ersten Bürgermeister.
Bei der Kommunalwahl am 15. März 2020 erhielt die Liste CSU/Unabhängige Wähler sieben Sitze und die Wählergruppe Eintracht fünf Sitze.

### Bürgermeister
Bürgermeister war von 2008 bis 2020 Heinz Baum (CSU/Eintracht). Sein Vorgänger war Gerhard Helmsorig.
Bei der Bürgermeisterwahl am 15. März 2020 setzte sich der seinerzeit 27-jährige Marco Meier (Liste CSU/Unabhängige Wähler) mit 58,3 Prozent der Stimmen gegen Thomas Blaumeier (Wählergruppe Eintracht) durch. Dieser ist zudem Mitglied im Ansbacher Kreistag.

### Wappen und Flagge
Wappen
| Wappen von Ornbau | Blasonierung: „In Rot ein goldener Löwe, der mit den Vorderpranken einen abgewendeten, aufrechten goldenen Bischofsstab hält.“ |
| Wappen von Ornbau | Wappenbegründung: Der Löwe ist einer der drei Löwen aus dem englischen Königswappen, das man im Spätmittelalter für das Wappen des heiligen Willibald, des ersten Bischofs von Eichstätt, hielt. Es wurde vom Domkapitel Eichstätt geführt. Der Stab ist dem Wappen des Hochstifts von Eichstätt entnommen. Vor 1671 war das Schild gespalten (links Bischofsstab, rechts Löwe). Ornbau führt seit dem 14. Jahrhundert ein eigenes Wappen. |

Flagge
Die Gemeindeflagge ist rot-golden.

## Kultur und Sehenswürdigkeiten

### Baudenkmäler
- Altmühlbrücke
- Stadtmauer
- Diebsturm
- Kirche St. Jakobus
- Friedhofskirche
- Denkmal von Bièvre auf dem Ornbauer Friedhof: Georg Franz Maréchal Marquis de Bièvre ist in Ornbau begraben. Er hat Komödien und Wortspiele verfasst und wurde vom Markgrafen von Ansbach in Triesdorf zur Hofunterhaltung beigezogen. Im Jahre 1789 erlag er den Pocken und konnte, weil er katholisch war, nicht in Triesdorf beerdigt werden. Seine Jugendgeliebte Anna Pas de Vassal ließ das Denkmal 1817 errichten.

### Regelmäßige Veranstaltungen
- Faschingsumzug (letzter Sonntag im Fasching)
- Altstadtfest und Jakobi-Kirchweih (vorletztes Wochenende im Juli)
- Pfingsttreffen des Vereins der Heckflossenfreunde (Alt-Mercedes-Fahrer) mit Sitz in Ornbau

### Bildung
In der Grundschule Ornbau wurden im Schuljahr 2013/14 von sechs Lehrkräften 66 Kinder unterrichtet. Die Schule ist in einem 1764 nach Plänen von Maurizio Pedetti errichteten und 1988/89 sanierten Barockbau in der Altstadt untergebracht. Die nächste Hauptschule befindet sich im benachbarten Bechhofen.

### Freizeit
Ornbau verfügt im Gemeindeteil Gern über ein Flussschwimmbad an der Altmühl. Hier beginnt auch der Altmühlzuleiter, der bei Hochwasser das Altmühlwasser dem Altmühlsee zuführt.
Viele Rad- und Wanderwege führen durch Ornbau oder haben hier ihren Start- bzw. Zielpunkt. Im Wiesengrund, der im Osten liegt (die Wiesmet), erstreckt sich bis Muhr am See ein Vogelschutzgebiet, in dem bedrohte Vogelarten leben.

## Verkehr
Die Staatsstraße 2411 verläuft westlich von Ornbau und führt nach Triesdorf (3 km nördlich) bzw. nach Arberg (4,4 km südwestlich). Die Kreisstraße AN 55 führt nach Mörsach (3,4 km südöstlich) bzw. nach Oberndorf (1,4 km westlich), die Kreisstraße AN 59 nach Hirschlach (1,7 km östlich). Eine Gemeindeverbindungsstraße führt nach Gern (1 km südlich).

## Persönlichkeiten

### Ehrenbürger
- Franz Heger (1902–unbekannt)
- Bischof Lorenz Unfried (1970)
- Bürgermeister Franz Nefzger (1972)
- Stadtpfarrer Josef Fremmer (1974)
- Josef Bengel (1987)
- Pfarrer a. D. Franz Starringer (2012)

### Söhne und Töchter der Stadt
- Lorenz Unfried (1919–1988), katholischer Ordensgeistlicher, Bischof von Tarma in Peru
- Franz Xaver von Zottmann (1826–1901), katholischer Geistlicher, Bischof von Tiraspol

### Personen in Verbindung mit Ornbau
- Josef Alois Kessler (1862–1933), Erzbischof, ist in Ornbau begraben